# Gnarly (canción)
«Gnarly» es una canción del grupo femenino Katseye. Fue lanzada el 30 de abril de 2025, a través de Hybe UMG y Geffen Records, como el sencillo principal de su segundo EP Beautiful Chaos. Descrita como una canción hyperpop, «Gnarly» fue escrita por Alice Longyu Gao, Tim Randolph, Kyle Buckley, Jacob Kasher Hindlin y Madison Love, y producida por Buckley, «Hitman» Bang y Slow Rabbit.

## Antecedentes y lanzamiento
En marzo de 2025, Katseye se agregó a las alineaciones de los festivales Lollapalooza y Wango Tango 2025. El 23 de abril, Hybe X Geffen anunció que el grupo lanzaría su primer sencillo digital, titulado «Gnarly». El 29 de abril se publicó un adelanto. La canción y su vídeo musical fueron lanzados el 30 de abril.

## Composición y recepción crítica
«Gnarly» recibió opiniones polarizadas tanto de los críticos como de los fanáticos, siendo descrita como un «giro brusco» de los lanzamientos anteriores de Katseye. En una entrevista con The Fader, Lara describió «Gnarly» como destructurada y reconoció que fue un cambio de sonido en comparación con «Touch». Tetris Kelly reseñó la canción para Music You Should Know de Billboard, describiéndola como una canción que «si la entiendes, la entiendes». Kelly también destacó el aprecio de otros artistas por la canción, incluidos Reneé Rapp y Jay de Enhypen.
Ken Partridge cubrió la canción para Genius y la describió como una canción electro-pop «loca». La canción está en do menor con un tempo de 135 pulsaciones por minuto.

## Presentaciones en vivo
Katseye presentó «Gnarly» por primera vez en la transmisión del 1 de mayo de M Countdown. Luego actuaron en Music Bank el 2 de mayo, Show! Music Core el 3 de mayo e Inkigayo el 4 de mayo. Mientras promocionaban en Corea del Sur, el grupo también interpretó «Gnarly» en Studio Choom.

## Créditos y personal
Adaptado de Melon.
Estudio
- MixStar Studios – mezcla
- Sterling Sound – masterización

Personal
- Katseye – voz
- Tim Randolph – escritor, productor, bajista, sintetizador de guitarra, productor vocal
- Pink Slip – escritor, productor, programador de batería, teclados, productor vocal
- Alice Longyu Gao – escritora, coros
- Jacob Kasher Hindlin – escritor
- Madison Love – escritora, coros
- «Hitman» Bang – productor
- Slow Rabbit – productor
- Bart Schoudel - productor vocal, grabación
- Alex Ghenea – mezcla
- Chris Gehringer – masterización

## Posicionamiento en listas

### Semanales
| Listas (2025)                      | Mejor posición |
| ---------------------------------- | -------------- |
| Australia (ARIA)                   | 97             |
| Canadá (Canadian Hot 100)          | 71             |
| Corea del Sur (Circle)             | 150            |
| Global 200 (Billboard)             | 47             |
| Estados Unidos (Billboard Hot 100) | 92             |
| Irlanda (IRMA)                     | 99             |
| Malasia (Billboard)                | 22             |
| Nueva Zelanda (RMNZ Hot Singles)   | 2              |
| Singapur (RIAS)                    | 7              |
| Reino Unido (UK Singles Chart)     | 52             |